# Disperse
Disperse est un groupe polonais de rock néo-progressif et metal progressif, originaire de Przeworsk. Il est formé en 2007 à l'initiative du bassiste Martin Kicyka, du guitariste James Żyteckiego et du claviériste et chanteur Rafał Biernacki. Rejoint provisoirement, en mars 2008, par le batteur Balicki. Leur style créatif renouvelle le genre néo-progressif et amène bien des subtilités au métal progressif.

## Biographie
Le groupe est formé en décembre 2007 et comprend le guitariste Jakub Żytecki, le chanteur et claviériste Rafał Biernacki et le bassiste Marcin Kicyk. Au cours des six mois qui suivent, le groupe travaille sur leurs quatre premières chansons, qui sont apparues en 2008 comme démo intitulée Promo 2008. Ils effectuent ensuite leurs premières apparitions scéniques avec Konrad Biczak comme batteur. Ils recruteront Przemek Nycz comme batteur permanent en été 2008. En 2009, le groupe participe à la tournée de Riverside. 
Le groupe enregistre son premier album studio, intitulé Journey through the Hidden Gardens, publié en 2010, et produit par Paweł « Janos » Grabowski. L'album est enregistré par Szymon Czech au Studio X, et mixé et masterisé par Grzegorz Piwowski. La sortie de l'album suit de plusieurs apparitions en Pologne, entre autres, avec Marillion. Ils jouent également au festival Euroblast allemand, et au UK Tech-Metal Fest britannique. À cette période, le batteur Maciej Dzik et le bassiste Wojciech Famielec deviennent les nouveaux membres. Entretemps, le groupe travaille sur son deuxième album. Ils reviennent au Studio X, aux côtés de Jakub Żytecki à la production. L'album est masterisé par Grzegorz Mukanowski, et publié en 2013 sous le titre Living Mirrors au label Season of Mist. Cette même année, ils publient le clip de la chanson Enigma of Abode, réalisé par Martin Heller.

## Style musical
Le groupe joue du rock et metal progressif, associés à des éléments de djent. Leur style musical est comparable à celui de groupes comme Cynic, Dream Theater, et Devin Townsend,

## Discographie
- 2008 : Promo 2008 (démo)
- 2010 : Journey through the Hidden Gardens
- 2013 : Living Mirrors
- 2017 : Foreword

## Vidéographie
- 2013 : Enigma of Abode (Martin Heller, Red Pig Productions)
- 2014 : Message from Atlantis (Man Caméra)[7]

## Membres

### Membres actuels
- Rafał Biernacki - chant, claviers
- Jakub Żytecki - guitare
- Mike Malyan - batterie

### Anciens membres
- Marcin Kicyk - basse
- Przemek Nycz - batterie
- Wojtek Famielec - basse
- Maciek Sanglier - batterie